# Condado de Rosnay
El condado de Rosnay (en francés: Comté de Rosnay) fue un antiguo condado francés situado dentro del actual departamento de Indre.

## Orígenes

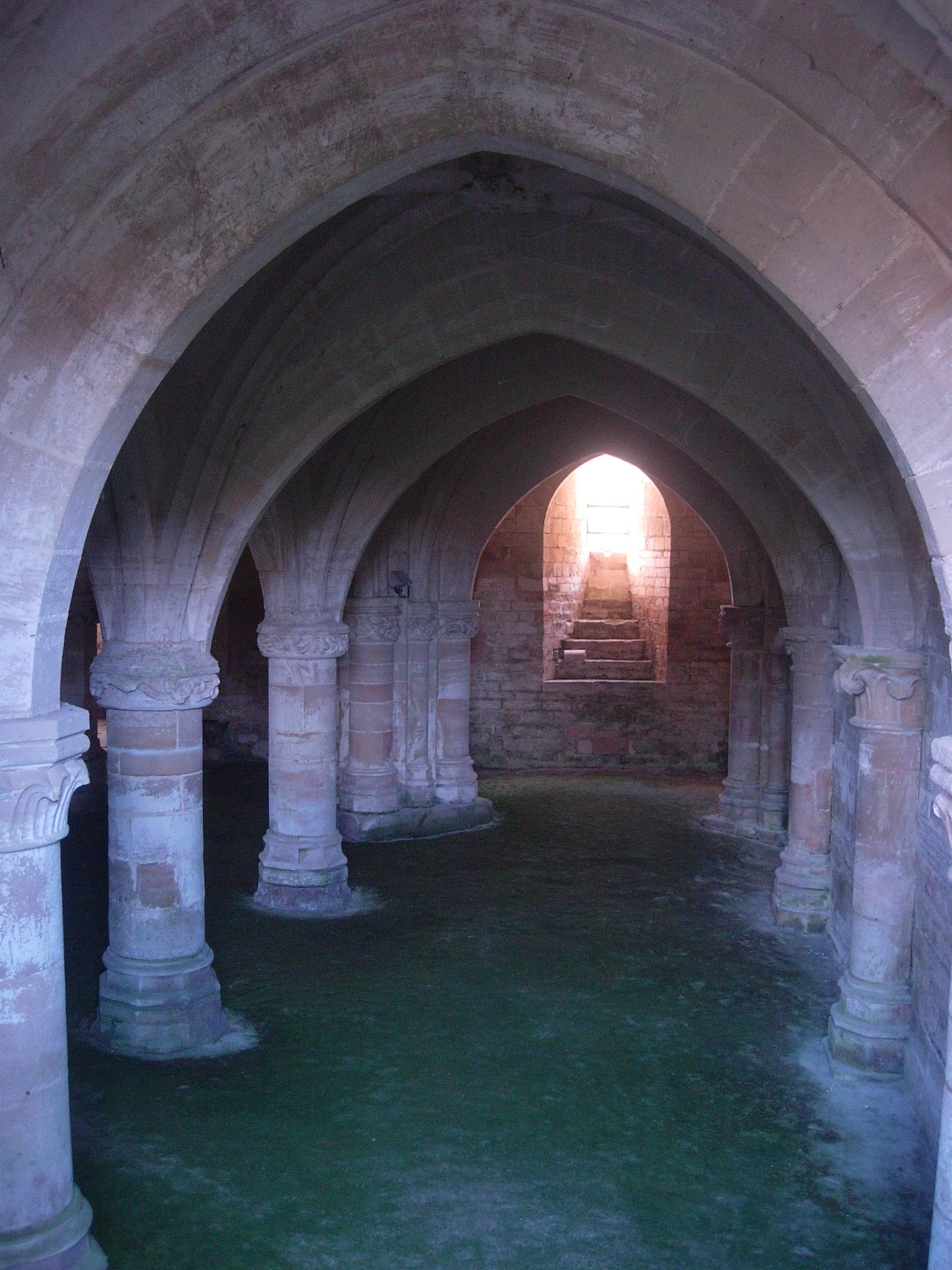
Parte baja de la iglesia de Rosnay-l'Hôpital.

Los orígenes del condado de Rosnay son desconocidos. Parece haber surgido en el transcurso del siglo X y del pagus Brenensis, del que surgió el condado de Brienne.

## Lista de condes

### Primera familia de Rosnay
- Adson de Rosnay, primero conde de Rosnay conocido. Apareció en 969 en una carta en la que le dio a la abadía de Montier-en-Der su propiedad en Pertois.[1] Su vecino Engelberto I, el primer conde conocido de Brienne, fue testigo de este acto.[2]
- Isembardo I de Rosnay, conde de Rosnay, probable hijo del anterior.[1][3]
- Isembardo II de Rosnay, conde de Rosnay, probable hijo del anterior. Aparece hacia 1035 en uno donde el obispo de Troyes, Mainard, entrega a los canónigos del castillo la Iglesia de la Asunción-de-la-Virgen de Rosnay-l'Hôpital.[1] También se cita varias veces en el cartulario de la abadía de Montier-en-Der.[4]
- Guarin de Rosnay, conde de Rosnay, probable hijo del anterior. En 1080, donó a la abadía de Cluny los derechos que poseía sobre la iglesia de Sainte-Marguerite en Margerie para fundar allí un priorato dedicado a la Santísima Virgen antes de profesar él mismo como monje.[5][6] No habiendo heredero de Guarin, el conde de Troyes Thibaud III de Blois, en calidad de señor, se apropió entonces del condado de Rosnay para adjuntarlo al de Troyes.[7]

Adson de Montier-en-Der, abad de Montier-en-Der de 968 a 992, puede provenir de esta familia.

### Familia de los Condes de Champaña

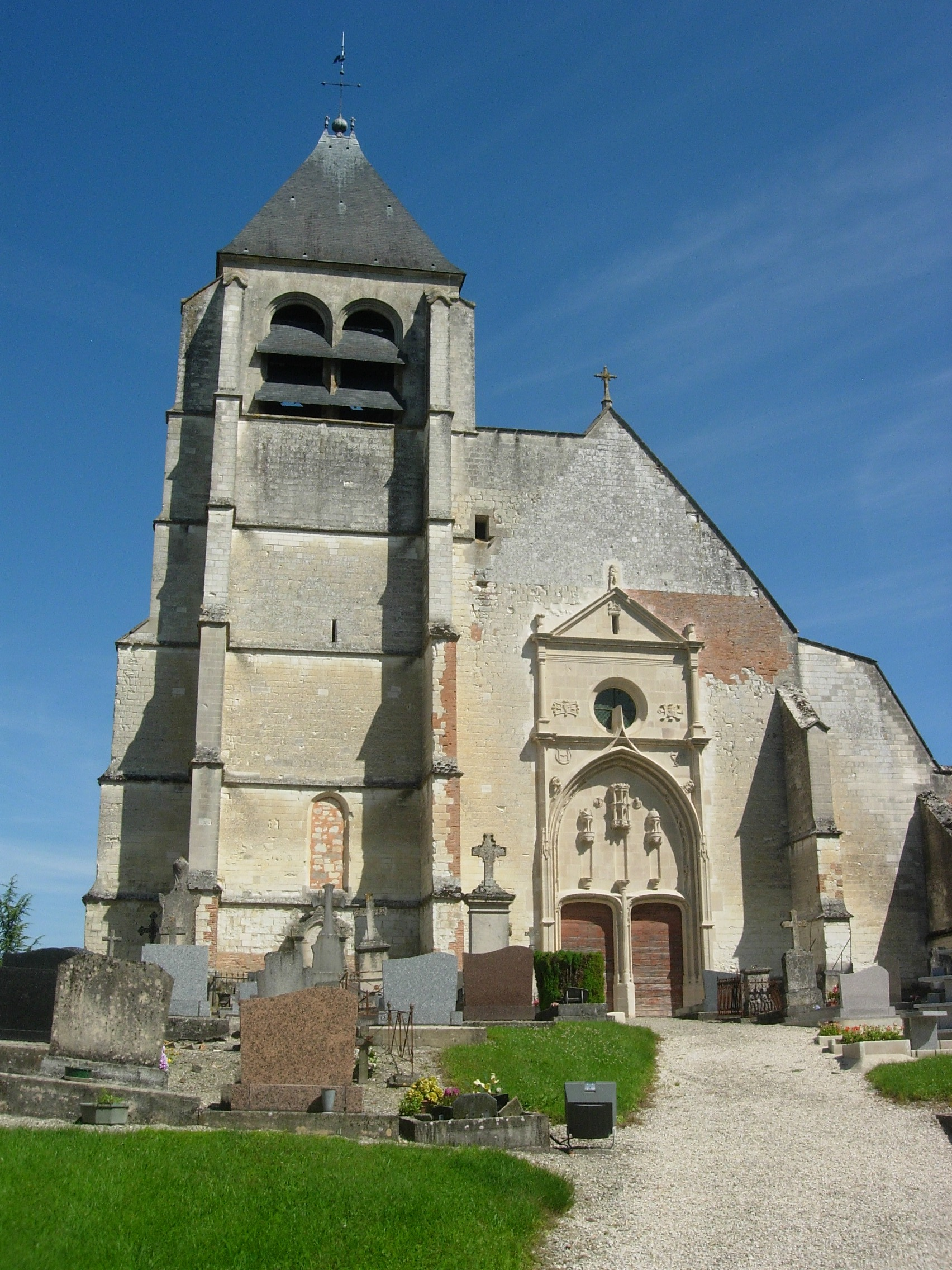
Iglesia de la Asunción de la Virgen de Rosnay-l'Hôpital.

A partir de 1080, el condado de Rosnay se unió al condado de Troyes y luego al de Champaña. Sin embargo, en 1263, el conde Teobaldo II de Navarra y V de Champaña le concedió a su hermano Enrique, entonces de catorce años, una parte de la herencia paterna que incluía, en particular, la recreación del condado de Rosnay. Sin embargo, éste se reintegrará de nuevo en el condado de Champaña en 1270 con la muerte sin descendientes del conde Teobaldo V, sustituido por su hermano Enrique.
En 1284, los condados de Rosnay y Champaña se unieron al reino de Francia tras el matrimonio de Juana I de Navarra con el rey Felipe IV de Francia, el Hermoso.

### Otros condes
- François de L'Hospital, Conde de Rosnay en 1651, Mariscal de Francia en 1643;
- Gédéon Berbier du Mets, adquirió el condado de Rosnay y lo prestó homenaje al rey el 4 de agosto de 1700;
- Jean-Baptiste Berbier du Mets, conde de Rosnay, hijo del anterior;
- Claude Gédéon Berbier, conde de Rosnay, hermano del anterior;
- Louis Étienne Dulong de Rosnay, Conde de Rosnay, general francés de la Revolución y el Imperio.